# Cascata da Laja
A Cascata da Laja é uma queda de água (cascata) localizada nas Caldas do Gerês, freguesia de Vilar da Veiga, concelho de Terras de Bouro e distrito de Braga, em Portugal.
Esta queda de água insere-se numa paisagem de montanha, na Serra do Gerês onde o verde é um elemento de referência e que contribui para o cenário do local, particularmente para o cenário do Parque Nacional da Peneda-Gerês.
Nas proximidades da cascata encontra-se uma grande quantidade de pontes de madeira que permitem cruzar as águas abundantes do local que no entanto não dão forma a lagos adequados a espaços balneares.
Para se chegar a esta cascata deve seguir-se até à Portela do Homem até chegar ao início do trilho pedestre, denominado Trilho da Preguiça.